# El Omrane
El Omrane (àrab: العمران, al-ʿUmrān) és una delegació o mutamadiyya de la governació de Tunis, a la ciutat de Tunis, formada per la part de la ciutat situada al nord de Bab Souika, a uns 2 km de la medina de Tunis, és a dir del centre de la capital de la capital del país. La delegació té 37.050 habitants segons el cens del 2004. A la zona, de construcció moderna, hi ha un teatre al complex El Mechtel.

## Administració
Com a delegació o mutamadiyya, duu el codi geogràfic 11 55 (ISO 3166-2:TN-12) i està dividida en sis sectors o imades:
- El Omrane (11 55 51)
- Djebel El Ahmar (11 55 52)
- Cité des Oliviers (11 55 53)
- Ras Tabia (11 55 54)
- Bir Atig (11 55 55)
- Oued El Sebai (11 55 56)

Al mateix temps, constitueix una de les circumscripcions o dàïres, amb codi geogràfic 11 11 14, de la municipalitat o baladiyya de Tunis (codi geogràfic 11 11).